# Shivakiar Ibrahim
Shivakiar Ibrahim, även känd som prinsessan Chewikar, född 1876, död 1947, var en egyptisk prinsessa.
Hon var dotter till prins Ibrahim Fahmi Pasha (1847 – 1893) och Najivan Hanim (1857 – 1940). Hennes far tillhörde en sidogren av den egyptiska kungafamiljen. 
Hon gifte sig 1895 med sin kusin, den senare Fuad I av Egypten. Paret fick en dotter. Fuad uppges ha älskat henne, men själv var hon inte nöjd utan begärde 1898 att han skulle skilja sig från henne. Hon gifte sedan om sig med olika adelsmän fyra gånger, varav hon skilde sig från tre, och fick ytterligare tre barn. 
Efter skilsmässan levde Shivakiar ett självständigt liv i sitt eget palats i Kairo. Hon ägnade sig åt välgörenhet, att samla konst, och lät avbilda alla Egyptens härskare av sin dynasti som hon ställde ut i sitt palats. Hon öppnade yrkesskolor för sjuksköterskor och sömmerskor och utgav två romaner. Hon var en välkänd figur i det egyptiska societetslivet, som under 1920- och 30-talet började acceptera att kvinnor lämnade haremen och deltog i könsblandade middagar och tillställningar. Under en av hennes fester infann sig kung Farouk I med en älskarinna, vilket sågs som en skandal och ledde till skilsmässan från Farida, drottning av Egypten, 1948.